# Kustbevakningens grader i Kanada
Kustbevakningens grader i Kanada visar den hierarkiska ordningen i Canadian Coast Guard, som är en civil myndighet underställd fiskeri- och havsministeriet och närmast har karaktär av sjöfartsverk. I dess uppdrag ingår isbrytning, sjöräddning, miljöskydd, farledsarbete och sjöradio. Dess fartyg står till andra myndigheters förfogande för fiskerikontroll, havsforskning, gränsövervakning och andra uppgifter.

## Gradbeteckningar

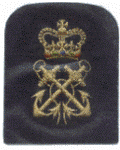
Petty Officer Underbefäl
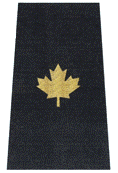
Cadet Aspirant
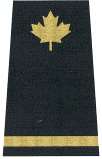
Tjänsteman i lönegrad SO-MAO-02
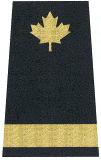
Tjänsteman i lönegrad SO-MAO-03
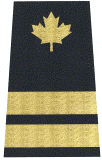
Tjänsteman i lönegrad SO-MAO-04
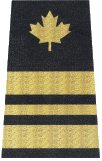
Tjänsteman i lönegrad SO-MAO-05 - 06
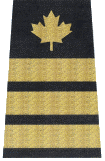
Tjänsteman i lönegrad SO-MAO-07 - 09
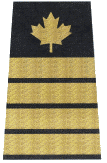
Tjänsteman i lönegrad SO-MAO-10 - 13

## Facktecken
Tjänstegren visas genom facktecken i form av färgat kläde mellan gradbeteckningens galoner. Däcksbefäl, helikopterpiloter, svävarepiloter och sjöräddningsledare bär inte facktecken.

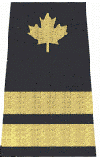
Elektroingenjörer, mörkgrönt
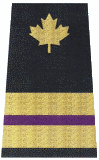
Maskiningenjörer, violett
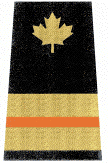
Personal på sjöräddningsbåtar, orange
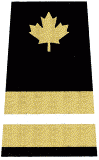
Logistik och intendentur, vitt
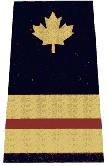
Läkare, mörkröd
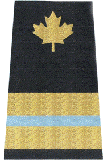
Meteorologer, ljusblå
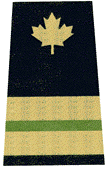
Radiopersonal, smaragdgrönt
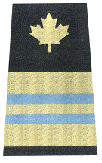
Instruktörer, kungsblått

## Mössmärken

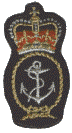
Crew (manskap)
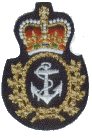
Petty Officers (underbefäl)
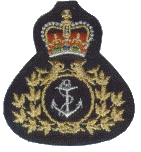
Officers (befäl)

## Yrkestecken

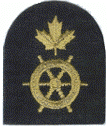
Däck
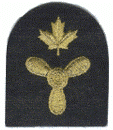
Maskin
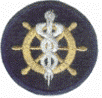
Räddningstjänst
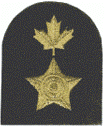
Intendentur